# 赤木氏
赤木氏（あかぎし）は、日本の氏族。

## 赤松氏系赤木氏
村上源氏赤松氏系統の赤木氏は、嘉吉元年（1441年）の嘉吉の変の折に、室町幕府6代将軍・足利義教を播磨国の守護大名・武将である赤松満祐が暗殺したことに端を発する。時の将軍を暗殺したことにより（嘉吉の乱）、赤松氏の一族は各地に逃亡することになり、その内美作方面に逃亡して土着した一派が苗字を変え、赤木氏を称したとされる。
この系統の赤木氏の始祖は赤木越中守直家とされており、その子孫である赤木丹波守家実の代までは出雲国小山城に居住したが、家実の代で伯耆に移った。家実の子である赤木八郎家久は伯耆から美作に移った。その後、一族は赤木家則、家則の子である赤木弥三郎と続いた。美作の赤木家則と赤木弥三郎は武功を挙げたと伝わっている。また、弥三郎は毛利氏方の武家で、美作国垪和郷を本拠とした垪和氏（竹内氏）に仕えており、美作高城における合戦で宇喜多氏の軍勢と交戦し、天正8年（1580年）に討ち死にしたと伝わる
この赤松氏系統の赤木氏の後裔は岡山県や広島県東部（旧備後国）に多い。

## 信濃赤木氏
桓武平氏流秩父氏の一族で、平武基の孫の秩父忠兼が信濃国筑摩郡白河郷（現・長野県松本市大字寿豊丘字白川）に移住して白河氏を称した。その二男・親忠が隣接する赤木郷（現・同市大字寿小赤字赤木）に分家して赤木氏を称したとされる。鎌倉時代の承久3年（1221年）親忠の子・忠長が承久の乱の勲功で備中国川上郡穴田郷（現・岡山県高梁市宇治町穴田）を恩賞として賜り、新補地頭として移住し、その後発展した。その時に持参した「赤韋威鎧（あかがわおどしよろい）」は国宝に指定されている。
現在赤木姓は、宮崎県や岡山県に多く見られる姓で、俳優の赤木春恵も、この流れを自称する。

## 日向赤木氏
一方、日向国（現・宮崎県）の赤木氏は、弓削道鏡の子・一若に端を発し 、蒙古襲来時に奮戦した河野通有などの河野氏の支流で、通字も河野氏の通字「通」を現在まで継承している。
貞治5年（1366年）6月河野通實 が宮崎郡に下着、その後数代を経て河野伊予守正弘が三俣院高城の有水村に居住して長峯門を領し、長峯土佐守と称した。更にその後数代経て長峯玄蕃允通貴の代に真幸院三之山（のち小林郷、現・小林市）東方村赤木門を知行したので孫の通信から赤木氏を称するようになった。赤木氏の小林郷への移住時期は明確でないが、真方村の邸宅の斜め向かいに地頭仮屋が置かれたこともあり、江戸時代を通して小林郷の郷士年寄（幕末に噯（あつかい）と改称）5名のうちの1名を占めるなど、小林郷における名家の一つであった。
男子がなかったため高岡郷の黒木土佐守の二男・清兵衛が養子で入って通宗と名乗り、通宗の子・通昆の二男・通統が宝永5年（1708年）35石をもって細野村水落に分家した。その後分家から出た通園は平田篤胤の門下生となって国学を修め、天保初期より史料を蒐集し明治4年（1871年）まで約40年にも亘り執筆して郷土史『小林誌』（全3巻）を著した。また明治6年（1873年）霧島岑神社と夷守神社の合祀の際には、宮崎県庁から手続きに慎重を期すためとして意見を乞われたほどの学識者であった。分家は明治10年（1877年）頃土地を広げてかなりの地主になったが、通能の代に鹿児島の検見崎氏への保証などのため財産が激減。通能病没後の明治27～32年（1890年代後半）頃五日町（のち緑町）野間に移転した。通能の長男・通茂は造士館を卒業し、西諸県郡書記を経て小林村（のち小林町）議会議員に6回当選。明治44年（1911年）には宮崎県議会議員となり（1期）、大正10年（1921年）から小林町長を2期半10年務め道路整備と神社改修に尽力した。
赤木本家は江戸時代最高時には61石、幕末では本家・分家とも50石を有していた。

## その他
松江藩（藩主松平氏、18万6千石）の藩士にも赤木氏は存在し、「明治元年武鑑」では赤木文左衛門と赤木内蔵が家老に準ずる立場の重臣である「御中老」の家格に位置付けられている。
また、福山藩（藩主水野氏、10万石）の藩士にも赤木氏は存在し、こちらは赤木平太兵衛が「勘定人」の役目に、赤木弥右衛門が「検見役人」の役目に位置付けられている。